# ペッカ・ヨハンソン
ペッカ・ヨハンソン（Paavo "Pekka" Johansson、後にJaale、1895年10月21日 – 1983年12月5日）は、フィンランドの陸上競技選手である。彼は、1920年に開催されたアントワープオリンピックのやり投で銅メダルを獲得した。

## 経歴
アントワープオリンピックでのやり投競技は、12の国から25人の選手が出場して8月15日に実施された。予選と決勝は同日に行われ、予選上位の10選手が決勝に進んだ。
ヨハンソンは予選を2位で通過して、決勝に挑んだ。決勝では同じフィンランド代表のヨニ・ミューラとウルホ・ペルトネンに続いて63メートル9センチの記録で3位に入り、フィンランド勢がメダルを独占する結果になった。なお、同競技の4位には、やはりフィンランドから出場したユーホ・サーリストが入っている。
彼はこのオリンピックで十種競技にも出場したが、初日の種目が終わった時点で棄権した。4年後のパリオリンピックではやり投のみに出場したが、決勝に残ることはできなかった。

## オリンピックでの成績
| 年   | 大会                     | 場所                     | 種目     | 結果            | 記録    |
| ---- | ------------------------ | ------------------------ | -------- | --------------- | ------- |
| 1920 | アントワープオリンピック | アントワープ（ベルギー） | やり投   | 3位             | 63.095m |
| 1920 | アントワープオリンピック | アントワープ（ベルギー） | 十種競技 | 途中棄権        |         |
| 1924 | パリオリンピック         | パリ（フランス）         | やり投   | 予選敗退（8位） | 55.10m  |